# Juan II de Schleswig-Holstein-Haderslev
Juan de Dinamarca o Juan el Viejo (también conocido como Hans el Viejo) (en alemán: Johann der Ältere o Hans der Ältere; en danés: Hans den Ældre) (Haderslev, 29 de junio de 1521 - Haderslev, 1 de octubre de 1580) fue el único duque de Schleswig-Holstein-Haderslev. El predicado el Viejo a veces se usa para distinguirlo de su sobrino, Juan el Joven, quien ocupó Sønderborg desde 1564 como Abgeteilte Herren (duque dividido, título utilizado para designar a una serie de duques cuyos territorios no fueron reconocidos por los estados del reino). Como cogobernante en los ducados de Holstein y de Schleswig, Juan el Viejo está numerado como Juan II, tras la numeración iniciada con el rey Juan de Dinamarca como Juan I, duque de Holstein y Schleswig.[cita requerida]

## Familia

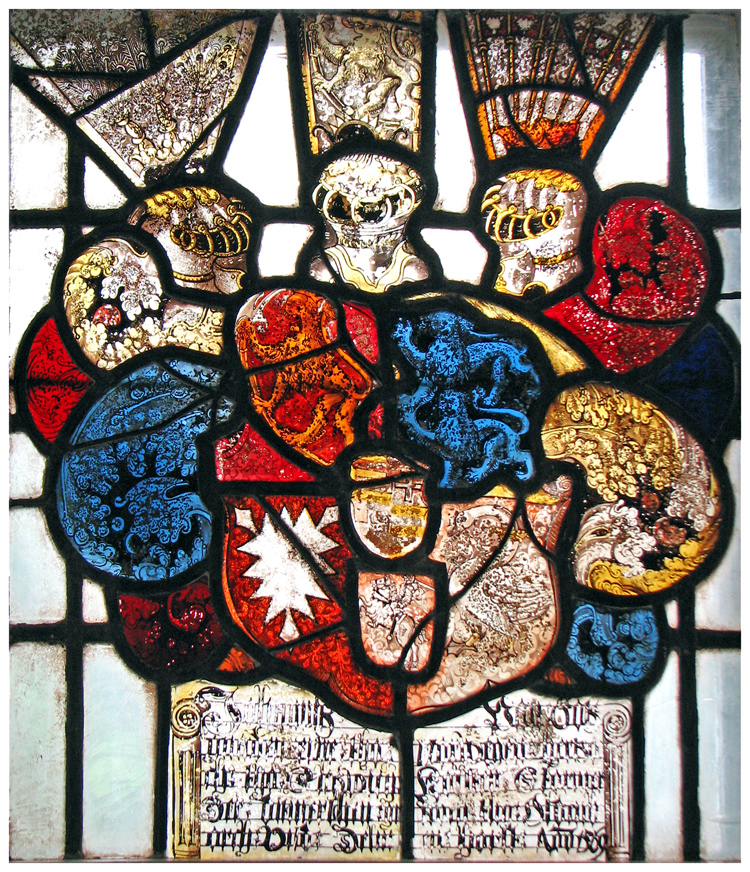
El escudo de armas del duque

Juan era hijo del rey Federico I de Dinamarca y de su segunda esposa, Sofía de Pomerania. Su medio hermano Cristián (1503-1559), le antecedía como heredero al trono, pero como siguiente en la línea sucesoria disfrutó de una esmerada educación y pasó varios años en la corte de su cuñado Alberto, duque de Prusia, en Königsberg. La ciudad estaba Estaba en la Prusia Ducal, ya luterana, un feudo polaco, modernizado en un estado secular a partir del Estado Teutónico de Prusia desde 1525. Esta política exitosa sería fundamental para la comprensión de Juan de la política y del estado, ya que nunca se convirtió en un príncipe completamente soberano.
A la muerte de Federico I, Cristián III le sucedió en el trono danés y además gobernó todos los condados de Holstein y de Schleswig también en el nombre de sus medio hermanos Juan II el Viejo y Adolfo, entonces menores, entre 1533 y 1544.

## Reinado como duque (1544-1580)
En 1544 los tres hermanos partieron los ducados de Holstein (un feudo del Sacro Imperio Romano Germánico) y de Schleswig (un feudo danés) de una manera inusual, después de negociaciones entre ellos y con los estamento de los ducados, que se oponían a una auténtica partición. Al otro hermano menor, Federico (1532-1556), lo dedicaron a una carrera eclesiástica, siendo obispo de Hildesheim y Schleswig y obteniendo los ingresos de sus estados episcopales, mientras que los otros tres se repartieron los ingresos fiscales de los ducados, divididos en tres partes iguales. Asignaron los ingresos de zonas en particular a cada hermano, mientras que otros ingresos generales, como impuestos de ciudades y aduanas, se recaudaban conjuntamente y  luego se repartían. El gobierno secular en los ducados fiscalmente divididos se convirtió así en un condominio. Como duques de Holstein y Schleswig los gobernantes de ambas casas llevaban el título formal de «duque de Schleswig, Holstein, Dithmarschen y Stormarn». Los estados, cuyos ingresos se asignaban a las partes, hacían que Holstein y Schleswig parecieran mosaicos, inhibiendo técnicamente el surgimiento de nuevos ducados separados.
Desde 1544, Juan gobernó los ducados de Schleswig y de Holstein junto con su hermano, Adolfo de Dinamarca, y su medio hermano, el rey Cristián III de Dinamarca. Gobernó desde el castillo de Haderslevhus y más tarde construyó el castillo de Hansborg en su ciudad natal, un magnífico palacio renacentista situado al este de la ciudad de Haderslev.
Su territorio consistía en los condados de Haderslev, incluidos Tørning, Tønder y Løgumkloster, y las islas de Nordstrand y Fehmarn en Schleswig, además de Rendsburg y algunas comunidades más pequeñas en Holstein.
Durante su reinado, Juan se unió a la Reforma y fundó varias instituciones sociales y educativas, en particular el Hospital Duque Juan en Haderslev. Introdujo muchas reformas en el sistema legal y fue considerado un juez dedicado. Como uno de los primeros gobernantes entre los mares, sentó un programa activo de recuperación de tierras y protección costera, presumiblemente, dado que gobernó sobre el tramo más vulnerable de la costa de Schleswig. En 1559, Juan, su hermano Adolfo y su sobrino y sucesor del rey Cristián, Federico II de Dinamarca, ocuparon la campesina República independiente de Dithmarschen y la dividieron entre ellos.
Juan murió soltero y sin hijos en 1580, así que por ese lado no surgió una rama. Después de su muerte, sus territorios se dividieron entre su hermano, Adolfo, y su sobrino, Federico II de Dinamarca, hijo del ya fallecido Cristián. Adolfo fundó la rama dinástica llamada casa de Holstein-Gottorp, una rama cadete de la entonces reinante en Dinamarca casa de Oldemburgo.  

## Legado
A diferencia de la mayoría de los duques de Schleswig y Holstein, la posteridad tiene una visión muy positiva de Juan el Viejo. Esto se aplica especialmente a su capital, Haderslev, que fue una residencia ducal solo durante su tiempo y se ha beneficiado desde entonces. todavía es popular como una especie de santo patrón. El mayor festival anual de verano de Haderslev, el Hertug-Hans-Fest, lleva su nombre, y la cervecería local Fuglsang ha nombrado una cerveza en su honor (Hertug Hans Pils). Incluso el hospital (que él fundó) todavía lleva su nombre. Sus sentencias se publicaron íntegramente en forma de libro (De Hansborgske Dømme).

## Ascendencia
|  |                                                   |  |  |  |  |  |  |  |  |  |  |  |  |  |  |  |
|  | 16. Cristián V de Oldemburgo                      |  |  |  |  |  |  |  |  |  |  |  |  |  |  |  |
|  |                                                   |  |  |  |  |  |  |  |  |  |  |  |  |  |  |  |
|  |                                                   |  |  |  |  |  |  |  |  |  |  |  |  |  |  |  |
|  | 8. Teodorico de Oldemburgo                        |  |  |  |  |  |  |  |  |  |  |  |  |  |  |  |
|  |                                                   |  |  |  |  |  |  |  |  |  |  |  |  |  |  |  |
|  |                                                   |  |  |  |  |  |  |  |  |  |  |  |  |  |  |  |
|  | 17. Inés de Hohnstein-Heringen                    |  |  |  |  |  |  |  |  |  |  |  |  |  |  |  |
|  |                                                   |  |  |  |  |  |  |  |  |  |  |  |  |  |  |  |
|  |                                                   |  |  |  |  |  |  |  |  |  |  |  |  |  |  |  |
|  | 4. Cristián I de Dinamarca                        |  |  |  |  |  |  |  |  |  |  |  |  |  |  |  |
|  |                                                   |  |  |  |  |  |  |  |  |  |  |  |  |  |  |  |
|  |                                                   |  |  |  |  |  |  |  |  |  |  |  |  |  |  |  |
|  | 18. Gerhard VI de Holstein-Rendsburg              |  |  |  |  |  |  |  |  |  |  |  |  |  |  |  |
|  |                                                   |  |  |  |  |  |  |  |  |  |  |  |  |  |  |  |
|  |                                                   |  |  |  |  |  |  |  |  |  |  |  |  |  |  |  |
|  | 9. Helvig de Schauenburg                          |  |  |  |  |  |  |  |  |  |  |  |  |  |  |  |
|  |                                                   |  |  |  |  |  |  |  |  |  |  |  |  |  |  |  |
|  |                                                   |  |  |  |  |  |  |  |  |  |  |  |  |  |  |  |
|  | 19. Catalina Isabel de Brunswick-Lüneburg         |  |  |  |  |  |  |  |  |  |  |  |  |  |  |  |
|  |                                                   |  |  |  |  |  |  |  |  |  |  |  |  |  |  |  |
|  |                                                   |  |  |  |  |  |  |  |  |  |  |  |  |  |  |  |
|  | 2. Federico I de Dinamarca                        |  |  |  |  |  |  |  |  |  |  |  |  |  |  |  |
|  |                                                   |  |  |  |  |  |  |  |  |  |  |  |  |  |  |  |
|  |                                                   |  |  |  |  |  |  |  |  |  |  |  |  |  |  |  |
|  | 20. Federico I, elector de Brandeburgo            |  |  |  |  |  |  |  |  |  |  |  |  |  |  |  |
|  |                                                   |  |  |  |  |  |  |  |  |  |  |  |  |  |  |  |
|  |                                                   |  |  |  |  |  |  |  |  |  |  |  |  |  |  |  |
|  | 10. Juan de Brandeburgo-Kulmbach                  |  |  |  |  |  |  |  |  |  |  |  |  |  |  |  |
|  |                                                   |  |  |  |  |  |  |  |  |  |  |  |  |  |  |  |
|  |                                                   |  |  |  |  |  |  |  |  |  |  |  |  |  |  |  |
|  | 21. Isabel de Baviera                             |  |  |  |  |  |  |  |  |  |  |  |  |  |  |  |
|  |                                                   |  |  |  |  |  |  |  |  |  |  |  |  |  |  |  |
|  |                                                   |  |  |  |  |  |  |  |  |  |  |  |  |  |  |  |
|  | 5. Dorotea de Brandeburgo                         |  |  |  |  |  |  |  |  |  |  |  |  |  |  |  |
|  |                                                   |  |  |  |  |  |  |  |  |  |  |  |  |  |  |  |
|  |                                                   |  |  |  |  |  |  |  |  |  |  |  |  |  |  |  |
|  | 22. Rodolfo III de Sajonia-Wittenberg             |  |  |  |  |  |  |  |  |  |  |  |  |  |  |  |
|  |                                                   |  |  |  |  |  |  |  |  |  |  |  |  |  |  |  |
|  |                                                   |  |  |  |  |  |  |  |  |  |  |  |  |  |  |  |
|  | 11. Bárbara de Sajonia-Wittenberg                 |  |  |  |  |  |  |  |  |  |  |  |  |  |  |  |
|  |                                                   |  |  |  |  |  |  |  |  |  |  |  |  |  |  |  |
|  |                                                   |  |  |  |  |  |  |  |  |  |  |  |  |  |  |  |
|  | 23. Bárbara de Legnica                            |  |  |  |  |  |  |  |  |  |  |  |  |  |  |  |
|  |                                                   |  |  |  |  |  |  |  |  |  |  |  |  |  |  |  |
|  |                                                   |  |  |  |  |  |  |  |  |  |  |  |  |  |  |  |
|  | 1. Juan II, duque de Schleswig-Holstein-Haderslev |  |  |  |  |  |  |  |  |  |  |  |  |  |  |  |
|  |                                                   |  |  |  |  |  |  |  |  |  |  |  |  |  |  |  |
|  |                                                   |  |  |  |  |  |  |  |  |  |  |  |  |  |  |  |
|  | 24. Wartislaw IX, duque de Pomerania              |  |  |  |  |  |  |  |  |  |  |  |  |  |  |  |
|  |                                                   |  |  |  |  |  |  |  |  |  |  |  |  |  |  |  |
|  |                                                   |  |  |  |  |  |  |  |  |  |  |  |  |  |  |  |
|  | 12. Erico II de Pomerania                         |  |  |  |  |  |  |  |  |  |  |  |  |  |  |  |
|  |                                                   |  |  |  |  |  |  |  |  |  |  |  |  |  |  |  |
|  |                                                   |  |  |  |  |  |  |  |  |  |  |  |  |  |  |  |
|  | 25. Sofía de Sajonia-Lauenburg                    |  |  |  |  |  |  |  |  |  |  |  |  |  |  |  |
|  |                                                   |  |  |  |  |  |  |  |  |  |  |  |  |  |  |  |
|  |                                                   |  |  |  |  |  |  |  |  |  |  |  |  |  |  |  |
|  | 6. Bogislao X de Pomerania                        |  |  |  |  |  |  |  |  |  |  |  |  |  |  |  |
|  |                                                   |  |  |  |  |  |  |  |  |  |  |  |  |  |  |  |
|  |                                                   |  |  |  |  |  |  |  |  |  |  |  |  |  |  |  |
|  | 26. Bogislao IX de Pomerania                      |  |  |  |  |  |  |  |  |  |  |  |  |  |  |  |
|  |                                                   |  |  |  |  |  |  |  |  |  |  |  |  |  |  |  |
|  |                                                   |  |  |  |  |  |  |  |  |  |  |  |  |  |  |  |
|  | 13. Sofía de Pomerania                            |  |  |  |  |  |  |  |  |  |  |  |  |  |  |  |
|  |                                                   |  |  |  |  |  |  |  |  |  |  |  |  |  |  |  |
|  |                                                   |  |  |  |  |  |  |  |  |  |  |  |  |  |  |  |
|  | 27. María de Mazovia                              |  |  |  |  |  |  |  |  |  |  |  |  |  |  |  |
|  |                                                   |  |  |  |  |  |  |  |  |  |  |  |  |  |  |  |
|  |                                                   |  |  |  |  |  |  |  |  |  |  |  |  |  |  |  |
|  | 3. Sofía de Pomerania                             |  |  |  |  |  |  |  |  |  |  |  |  |  |  |  |
|  |                                                   |  |  |  |  |  |  |  |  |  |  |  |  |  |  |  |
|  |                                                   |  |  |  |  |  |  |  |  |  |  |  |  |  |  |  |
|  | 28. Jogaila                                       |  |  |  |  |  |  |  |  |  |  |  |  |  |  |  |
|  |                                                   |  |  |  |  |  |  |  |  |  |  |  |  |  |  |  |
|  |                                                   |  |  |  |  |  |  |  |  |  |  |  |  |  |  |  |
|  | 14. Casimiro IV Jagellón                          |  |  |  |  |  |  |  |  |  |  |  |  |  |  |  |
|  |                                                   |  |  |  |  |  |  |  |  |  |  |  |  |  |  |  |
|  |                                                   |  |  |  |  |  |  |  |  |  |  |  |  |  |  |  |
|  | 29. Sofía de Halshany                             |  |  |  |  |  |  |  |  |  |  |  |  |  |  |  |
|  |                                                   |  |  |  |  |  |  |  |  |  |  |  |  |  |  |  |
|  |                                                   |  |  |  |  |  |  |  |  |  |  |  |  |  |  |  |
|  | 7. Ana Jagellón                                   |  |  |  |  |  |  |  |  |  |  |  |  |  |  |  |
|  |                                                   |  |  |  |  |  |  |  |  |  |  |  |  |  |  |  |
|  |                                                   |  |  |  |  |  |  |  |  |  |  |  |  |  |  |  |
|  | 30. Alberto II de Alemania                        |  |  |  |  |  |  |  |  |  |  |  |  |  |  |  |
|  |                                                   |  |  |  |  |  |  |  |  |  |  |  |  |  |  |  |
|  |                                                   |  |  |  |  |  |  |  |  |  |  |  |  |  |  |  |
|  | 15. Isabel de Austria                             |  |  |  |  |  |  |  |  |  |  |  |  |  |  |  |
|  |                                                   |  |  |  |  |  |  |  |  |  |  |  |  |  |  |  |
|  |                                                   |  |  |  |  |  |  |  |  |  |  |  |  |  |  |  |
|  | 31. Isabel de Luxemburgo                          |  |  |  |  |  |  |  |  |  |  |  |  |  |  |  |
|  |                                                   |  |  |  |  |  |  |  |  |  |  |  |  |  |  |  |
|  |                                                   |  |  |  |  |  |  |  |  |  |  |  |  |  |  |  |